# 小吮蜜鳥
小吮蜜鳥（學名：Philemon citreogularis）是一種分佈於新畿內亞南部和澳大利亞東部林地的鳥類，屬雀形目吸蜜鳥科。它是該屬鳥種最小的，喙上也沒有突起。